# Krabbelurer
| Tillagning av krabbelurer samt en lagg krabbelurer. |  | Tillagning av krabbelurer samt en lagg krabbelurer. |
| Tillagning av krabbelurer samt en lagg krabbelurer. |  |                                                     |

Krabbelurer, skrabbelucker eller pöspannkakor (det finns också andra benämningar), är en maträtt som är en blandning av pannkakor och sockerkaka. Krabbelurerna är gjorda av en smet som liknar pannkakssmet men med bakpulver i, och de tillagas i plättpanna eller på annan stekyta. När de är klara kan de doppas i socker och eventuellt i kanel.
Krabbelurer påminner om vad man i Norge kallar för svelor/sveler eller lapper/lappar. De liknar i mångt och mycket även amerikanska pannkakor, vilka serveras med rikligt med lönnsirap.
De liknar även traditionell österrikisk Kaiserschmarrn, som dock inte görs med bakpulver, utan hårdvispad äggvita för att få till volymen. Dessa brukar innehålla russin och serveras med olika tillbehör, såsom sylt, äppelmos eller plommonkompott.